# Herodova pojedina (Donatello)
Herodova pojedina je bronasta reliefna skulptura, ki jo je ustvaril Donatello okoli leta 1427. Pojavlja se na krstilniku stolnice v Sieni v Italiji. Je ena najstarejših Donatellovih reliefnih skulptur in njegov prvi bron . Skulptura je znana po uporabi perspektive . Velika je 60 x 60 centimetrov.
Na skulpturi je obglavljeni Janez Krstnik, potem ko Saloma prosi  Heroda Antipa za njegovo glavo na krožniku. Na prizorišču je prikazan krvnik, ki je odrezal glavo, Herod pa je odreagiral v šoku.

## Naročilo
Leta 1416 je bil Lorenzo Ghiberti povabljen  v stolnico v Sieno, da bi deloval kot svetovalec in oblikovalec pri naročilu novega krstilnika. Po prvotnih načrtih naj bi šest reliefnih skulptur, ki naj bi krasile stranice šesterokotnega krstilnika, dokončal Ghiberti in dva lokalna sienska umetnika. Donatellovemu naročilu za Herodovo pojedino je bil dodan nadomestek enega reliefa Jacopa della Quercia, enega sienskih umetnikov, vključenih v projekt, ki svojega dela ni dokončal dovolj hitro . Prenos tega naročila in začetek Donatellovega dela na projektu se je zgodil leta 1423, ko je Donatello dobil začetno predplačilo za relief . Končno plačilo je bilo izvedeno leta 1427, ko so dokončno dobili reliefe iz Donatellove delavnice v Firencah in jih prepeljali v Sieno. Prvotno naročilo je določalo, da na bi prizor, ki naj bi bil prikazan, v trenutku, »ko je glava svetega Janeza prišla na kraljevo mizo«, a ga je Donatello razširil v prizor, ki je danes znan kot Herodova pojedina.

## Opis
Prizor, prikazan v Donatellovem delu Herodova pojedina, združuje nekaj različnih elementov, ki so običajno vključeni v Krstni cikel (pomembni dogodki v življenju sv. Janeza Krstnika). V zgodnjih upodobitvah, kot so na primer reliefi  Andrea Pisana na južnih vratih Firenške krstilnice (1330–1336), ples Salome, obglavljenje sv. Janeza in prikaz glave kralju Herodu, so bili ločeni v različne prizore. Donatello združuje te elemente skupaj z uporabo neprekinjene pripovedi (vrsta pripovedne umetnosti, ki ponazarja več prizorov pripovedi v enem samem kadru), da ilustrira prizor in prikaže Janezovo mučeništvo, ne da bi izrecno pokazal obglavljenje.  Drug način, po katerem se Donatellovo delo razlikuje od prejšnjih uprizoritev prizora je čustvena izraznost figur, saj Herod in njegovi spremljevalci reagirajo na odsekano glavo, kot je predstavljena.
Dodajanje arhitekturnih elementov je omogočilo vključitev linearne perspektive na prizorišče, kar opozarja na pomembna žarišča in figure. Donatello je navdihnilo raziskovanje sistema linearne perspektive sodobnika  Brunelleschija, ki vključuje ortogonalne (diagonalne črte, ki se srečujejo na osrednji izginjajoči točki) in transverzale (črte, ki prečkajo te ortogonale) in skupaj delujejo, da bi pritegnile oko do izginjajoče točke in ustvari iluzijo prostora na dvodimenzionalni površini. Donatello je rahlo manipuliral s tem sistemom, tako da je osrednja točka privedla do "V" odprtega prostora in spodbudila oko, da se premika po plošči do dveh ločenih skupin, namesto da bi se osredotočil na en element. Vključitev linearne perspektive bo pozneje postala standardni element v renesančnem slikarstvu in kiparstvu, potem ko ga je opisal Leon Battista Alberti v svojem traktatu Della Pictura leta 1435.
Drugi način, s katerim je Donatello opisal prostor, v katerem se odvija scena, je bil z uporabo visokega in nizkega reliefa. Ena od tehnik, ki jo je Donatello izvajal v svoji Herodovi pojedini, je uporaba rilievo schiacciato ali plitki relief, ki ga je prej uporabljal v svoji predeli v cerkvi sv. Jurija, v Orsanmichele v Firencah. Donatello je uporabil schiacciato rezbarenje za ustvarjanje atmosferskega učinka in dajanje vtisa večje globine. Da bi ustvaril to globino, se je umetnik opiral na kontrast med nizkim in visokim reliefom. Vključitev nizkega reliefa v arhitekturo plastnih lokov in v figurah v ozadju omogoča, da se določeni elementi prikazujejo dlje, visoki relief pa opozarja na bolj podrobne figure v ospredju, ki se zdi, da segajo v prostor gledalca.